# Minolta

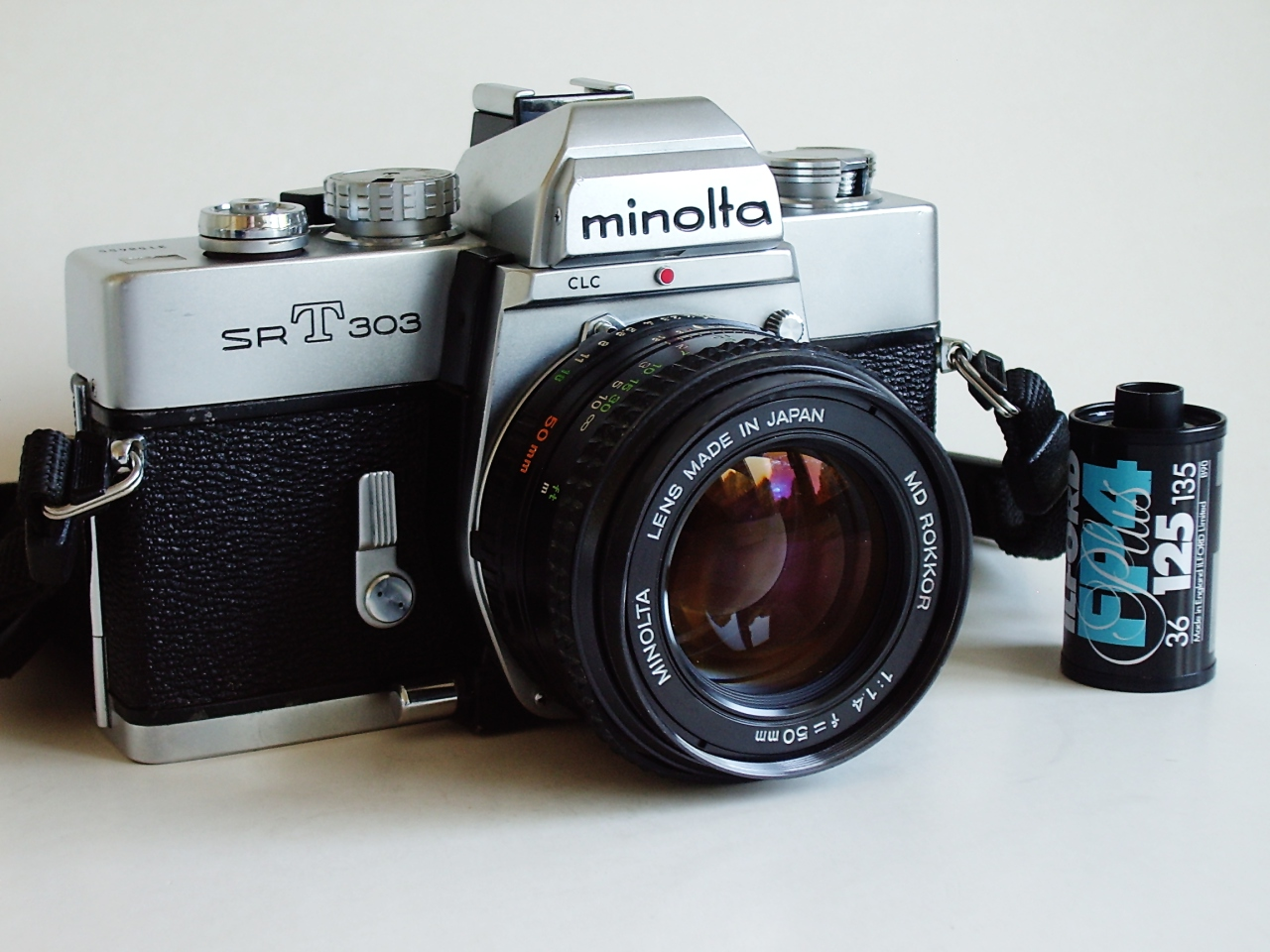
Minolta SR-T303.

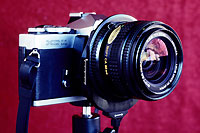
Shiftovací objektiv 35 mm f/2.8 S maximem 11 mm.

Minolta byl japonský světový výrobce fotoaparátů, fotopříslušenství, fotokopírek, faxů a laserových tiskáren. Minoltu založil Kazuo Tashima v japonské Osace roku 1928.
Roku 2003 se sloučila s firmou Konica a začala používat označení Konica Minolta. Začátkem roku 2006 oznámila svůj odchod z divize foto-video.

## Fotoaparáty

### Formát filmu 126 (ISO 3029)
- 1966 Autopak 500
- 1969 Autopak 800

### Formát filmu 135 (ISO 1007)

#### Kompaktní fotoaparáty
- 1949 : Memo
- 1964 : 24 Rapid (format 24 x 24 mm sur cassette Rapid)
- 1969 : Hi-matic C
- 1978 : Hi-matic SD
- 1979 : Hi-matic AF

#### S dálkoměrem
- 1947 : Minolta 35
- 1955 : A2

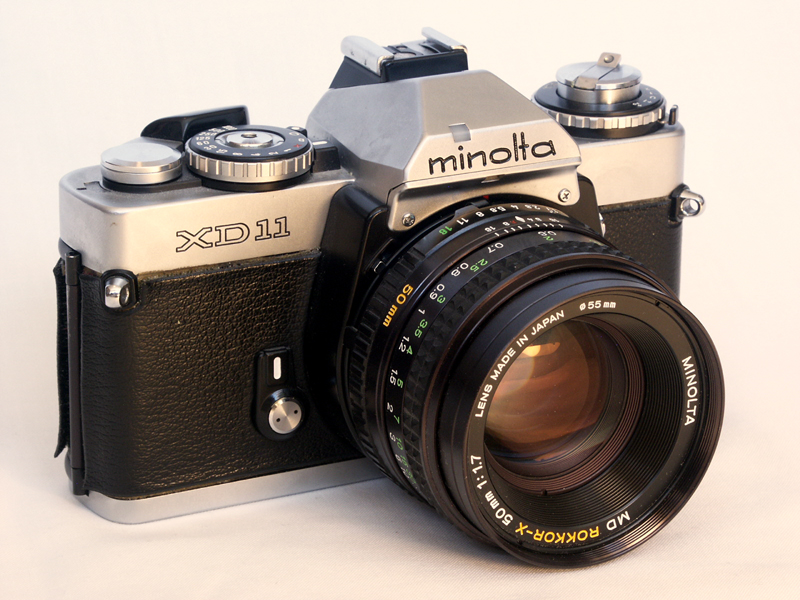
Minolta XD-11.

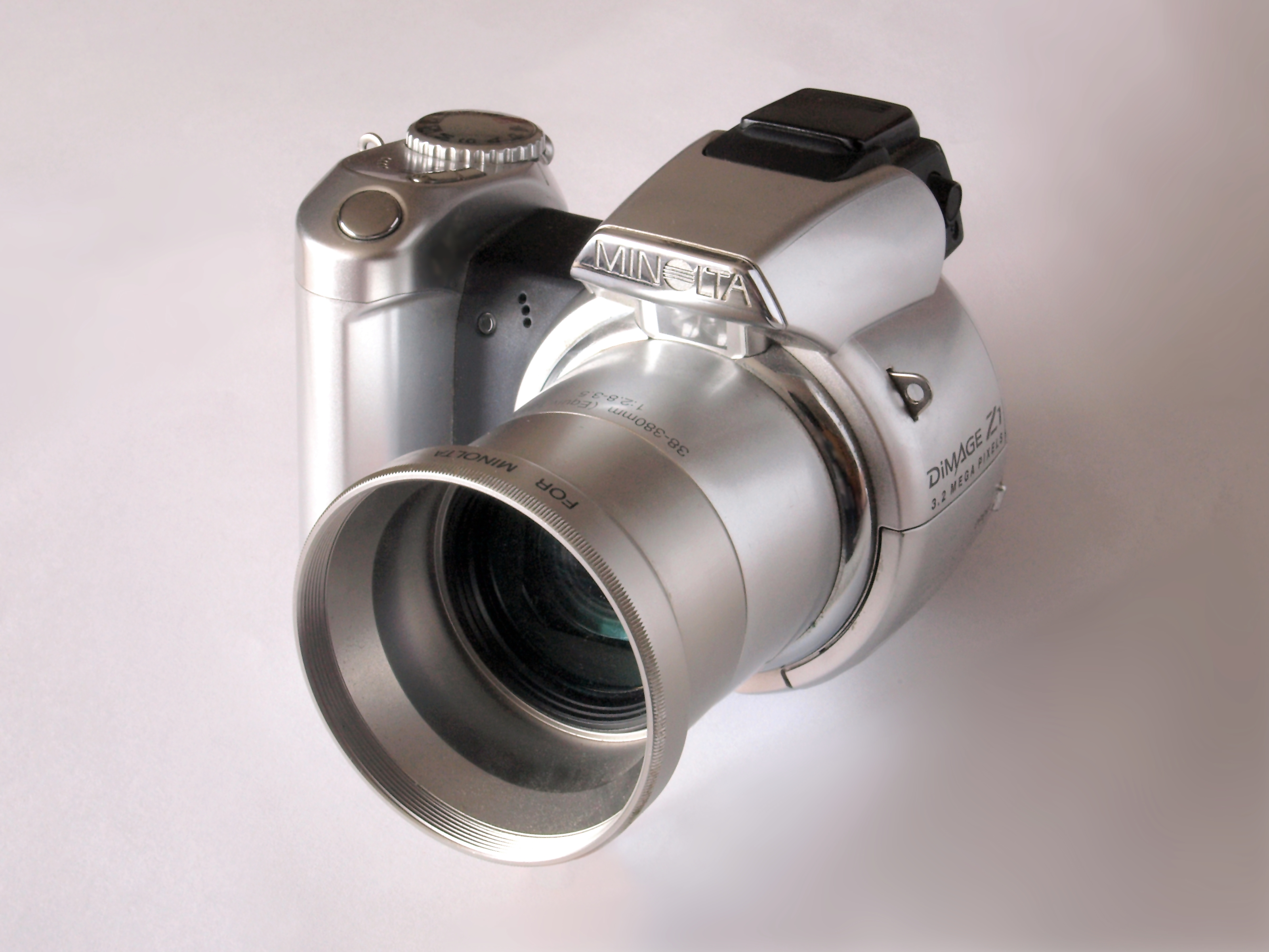
Kompaktní digitální fotoaparát Minolta Dimage Z1 - poslední model vyrobila Minolta před fúzí s Konica

- 1957 : Super A (výměnné objektivy)
- 1958 : Auto Wide
- 1958 : V2
- 1958 : Minolta 35 IIB (výměnné objektivy)
- 1960 : Uniomat
- 1961 : AL
- 1962 : Hi-matic
- 1963 : Hi-matic 7
- 1964 : Minoltina P et S
- 1964 : Repo-S (demi-format)
- 1965 : Electro Shot
- 1966 : Hi-matic 7s
- 1966 : Hi-matic 9
- 1968 : AL-E
- 1969 : Hi-matic 11
- 1971 : Hi-matic E
- 1972 : Hi-matic F
- 1973 : CL (ve spolupráci s firmou Leica)
- 1981 : CLE (ve spolupráci s firmou Leica)